# 海岸酒店
海岸酒店（法語：Hôtel Costes）是法國巴黎的一家高級酒店，位於卡斯蒂里奥尼路7號。這座酒店以其酒吧和庭院咖啡廳而著稱。

## 歷史

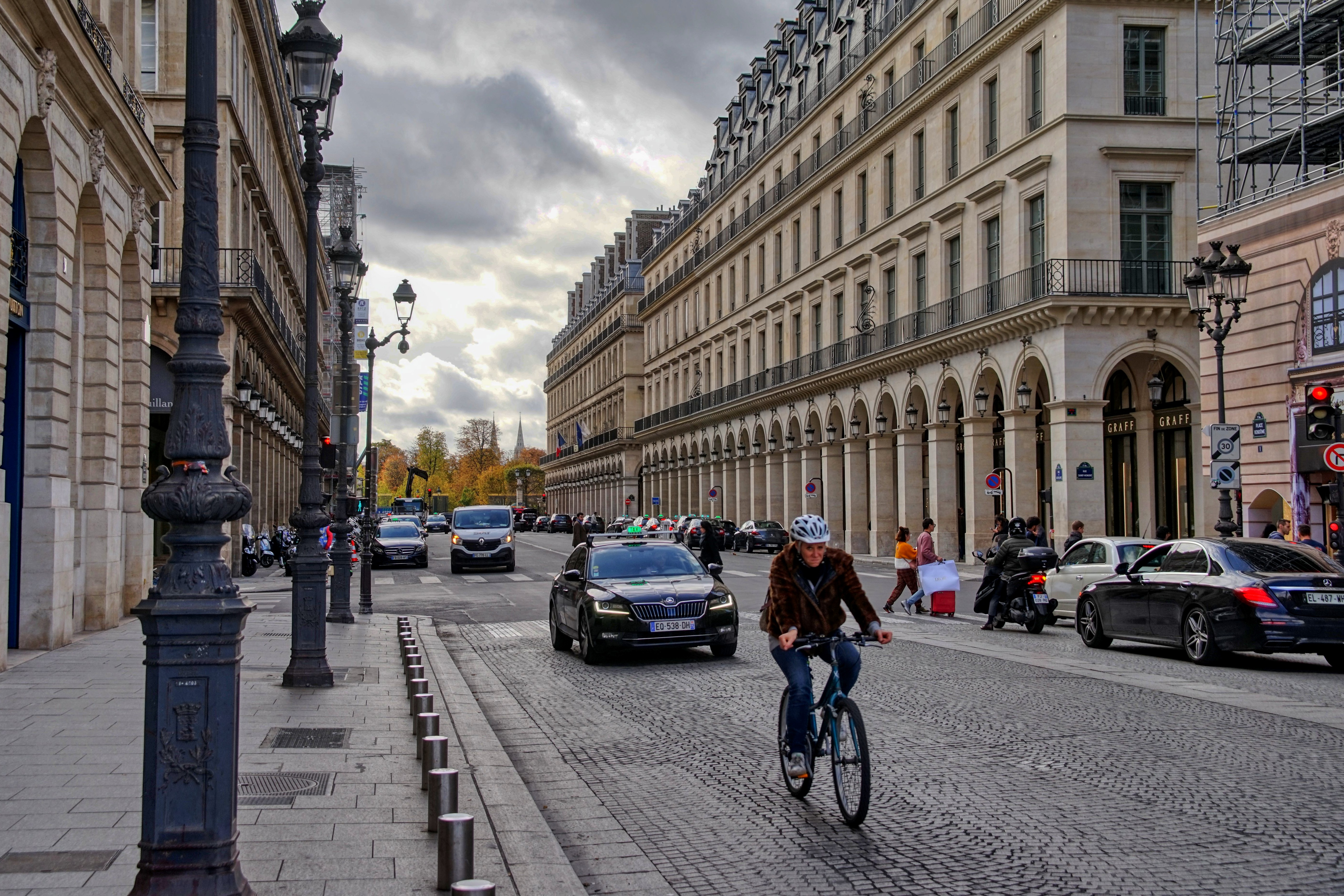
圖片中右側部分是海岸酒店的新翼

海岸酒店是一座五星級酒店，共有84間客房。酒店的所有者是科斯特（Costes）家族。他們在1990年代初購買了France et Choiseul酒店，並將其改建為海岸酒店，在1995年開業。此後海岸酒店發展為巴黎最著名的高級酒店之一，眾多名人都曾下榻這家酒店。凡妮莎·帕拉迪絲和就是在海岸酒店相遇。此外、亦經常光顧這家酒店的餐廳；和莎朗·史東非常喜歡海岸酒店的地下游泳池。
在2012年之前，廣播電台Europe 1曾經在海岸酒店錄製節目。海岸酒店亦發行過一份名為《海岸宮》（Palace Costes）的雜誌，共發行了40,000份。科斯特家族亦銷售有眾多海岸酒店的衍生產品，如巧克力、香水、手錶、行李箱等產品。
2012年7月23日，海岸酒店被法國觀光開發機構列入五星級酒店。2014年，讓-路易·科斯特（Jean-Louis Costes）併購了和海岸酒店相鄰的Lotti酒店。他拆除了這座開業於1910年的酒店，並將其改建為海岸酒店的新翼，新翼在2020年開業，亦使得海岸酒店在卡斯蒂里奥尼路7號有了新的主入口。

## 裝飾
海岸酒店的裝飾由建築師雅克·加西亞負責。雜誌《L'Express》將海岸酒店形容為「巴黎最迷人的酒店」。《解放報》形容海岸酒店的裝飾風格有如「第三共和國時期的妓院」。

## 音樂
自1999年開始，Pschent出版了海岸酒店使用音樂的合輯。這些唱片自上市後就取得成功，在2001年的銷量達到75萬張，之後銷量更超過一百萬張。

## 外部連結
- Hotelcostes.com （页面存档备份，存于）

48°52′0.04″N 2°19′42.09″E / 48.8666778°N 2.3283583°E